# الجمهورية الأيرلندية
كانت الجمهورية الأيرلندية (بالأيرلندية: Poblacht na Héireann أو Saorstát Éireann) دولة ثورية استقلّت عن المملكة المتحدة في يناير 1919. أعلنت الجمهورية ولايتها القضائية على جزيرة أيرلندا بأكملها، ولكن بحلول عام 1920 اقتصرت سيطرتها الفعلية على 21 مقاطعة من مقاطعات أيرلندا الاثنتين والثلاثين، وحافظت قوات الدولة البريطانية على وجودها في معظم أنحاء الشمال الشرقي، وكذلك كورك، ودبلن وغيرها من المدن الرئيسة. كانت الجمهورية عمومًا أقوى في المناطق الريفية وامتلكت قدرة التأثير على السكان في المناطق الحضرية التي لم تسيطر عليها مباشرة بالقوة العسكرية التابعة للجمهورية الجديدة.
يعود أصلها إلى ثورة عيد الفصح عام 1916، عندما استولى الجمهوريون الأيرلنديون على مواقع رئيسة في دبلن وأعلنوا جمهورية إيرلندية. على الرغم من سحق التمرد، اتحد الناجون تحت راية حزب شين فين بعد إصلاحه في حملة من أجل إقامة جمهورية. فاز الحزب بأغلبية ساحقة من المقاعد غير المتنافس عليها إلى حد كبير في الانتخابات العامة لعام 1918، وشكّل الدويل الأول (السلطة التشريعية) في أيرلندا في دبلن في 21 يناير 1919. ثم أنشأ الجمهوريون حكومة ونظامًا قضائيًا وقوة شرطة. في الوقت نفسه، حارب المتطوعون الأيرلنديون، الذين وضعوا أنفسهم تحت سيطرة الدويل وأصبحوا يعرفون باسم الجيش الجمهوري الأيرلندي، ضد قوات الدولة البريطانية في حرب الاستقلال الأيرلندية.
انتهت حرب الاستقلال بالتوقيع على المعاهدة الأنغلو أيرلندية في 6 ديسمبر 1921 الموافَق عليها بأغلبية ضئيلة في دويل أيرن في 7 يناير 1922. شُكلَت الحكومة المؤقتة بموجب شروط المعاهدة، لكن بقيت الجمهورية الأيرلندية قائمة شكليًّا حتى 6 ديسمبر 1922، عندما اجتمعت 26 من 32 مقاطعة في دومنيون بريطاني يتمتع بالحكم الذاتي تحت مسمى الدولة الأيرلندية الحرة. قُسمت الجزيرة بموجب قانون حكومة أيرلندا لعام 1920، ومارست المقاطعات الست في أيرلندا الشمالية -التي قُسمت بشكل مصطنع لتكوين أغلبية نقابية وتأمينها- حقها بموجب المعاهدة في الانسحاب من الدولة الحرة، والبقاء في المملكة المتحدة.

## الاسم
عُرفَت الدولة الثورية في اللغة الإنجليزية باسم «الجمهورية الأيرلندية». استُخدم عنوانان مختلفان باللغة الأيرلندية: (جمهورية أيرلندا) و (دولة أيرلندا الحرة)، استنادًا إلى ترجمتين بديلتين أيرلنديتين لكلمة «جمهورية»، صاغ كُتّاب إعلان عيد الفصح كلمة جمهورية (Poblacht) حديثًا عام 1916. كان مصطلح الدولة الحرة (Saorsta) كلمة مركبة تعتمد على الكلمات الأيرلندية saor)) أي («حر») و(stát) أي («الدولة»). كانت ترجمتها الحرفية «دولة حرة». كان مصطلح جمهورية أيرلندا أو (Poblacht na HÉireann) هو المصطلح المستخدم في إعلان عام 1916، ولكن استُخدم مصطلح دولة أيرلندا الحرة (Saorstát Éireann) في إعلان الاستقلال والوثائق الأخرى المعتمدة في عام 1919.
اعتُمد مصطلح دولة أيرلندا الحرة (Saorstát Éireann) على أنه التسمية الأيرلندية الرسمية للدولة الأيرلندية الحرة عندما تأسست في نهاية حرب الاستقلال الأيرلندية، لم تكن هذه الدولة الحرة دولة جمهورية بل كانت ملكية دستورية داخل الإمبراطورية البريطانية. منذ ذلك الحين، أصبحت كلمة (saorstát) أو الدولة الحرة غير صالحة للاستخدام باعتبارها ترجمة بمعنى «جمهورية». بعد أن غيّرت الدولة الأيرلندية اسمها إلى «أيرلندا»، أعلِن وصف الدولة في عام 1949 على أنه «جمهورية أيرلندا» بينما في الأيرلندية تُرجمت على أنها Poblacht na hÉireann)) أو جمهورية أيرلندا.
في أعقاب ذلك، قدم وينستون تشرشل بيانًا عن الاجتماع الأول لإيمون دي فاليرا مع ديفيد لويد جورج في 14 يوليو 1921، الذي كان حاضرًا فيه. كان لويد جورج أحد الناطقين الأصليين باللغة الويلزية وعالم لغويات ويلزي بارز؛ لذا اهتم بمعرفة المعنى الحرفي لمصطلح الدولة الحرة أو «Saorsta». أجاب دي فاليرا: «دولة حرة». سأل لويد جورج «... ماذا تعني كلمة جمهورية بالأيرلندية؟» بعد بعض التأخير وعدم الرد، علّق لويد جورج قائلاً: «ألا يجب أن نعترف بأن الكلتيين لم يكونوا جمهوريين أبدًا وليس لديهم كلمة أصلية لمثل هذه الفكرة؟».
يقدم اللورد لونغفورد رواية مختلفة في كتاب السلام بالتعذيب. «نتج الشك الوحيد في ذهن دي فاليرا، كما أوضح لويد جورج، عن النزاع الحالي بين الأصوليين الغيليين حول نقل فكرة الجمهورية بشكل أفضل عبر مصطلح دولة حرة أو (Saorstát) الأوسع نطاقًا. أو كلمة جمهورية أو(Poblacht) الأكثر تجرّدًا».

## التأسيس

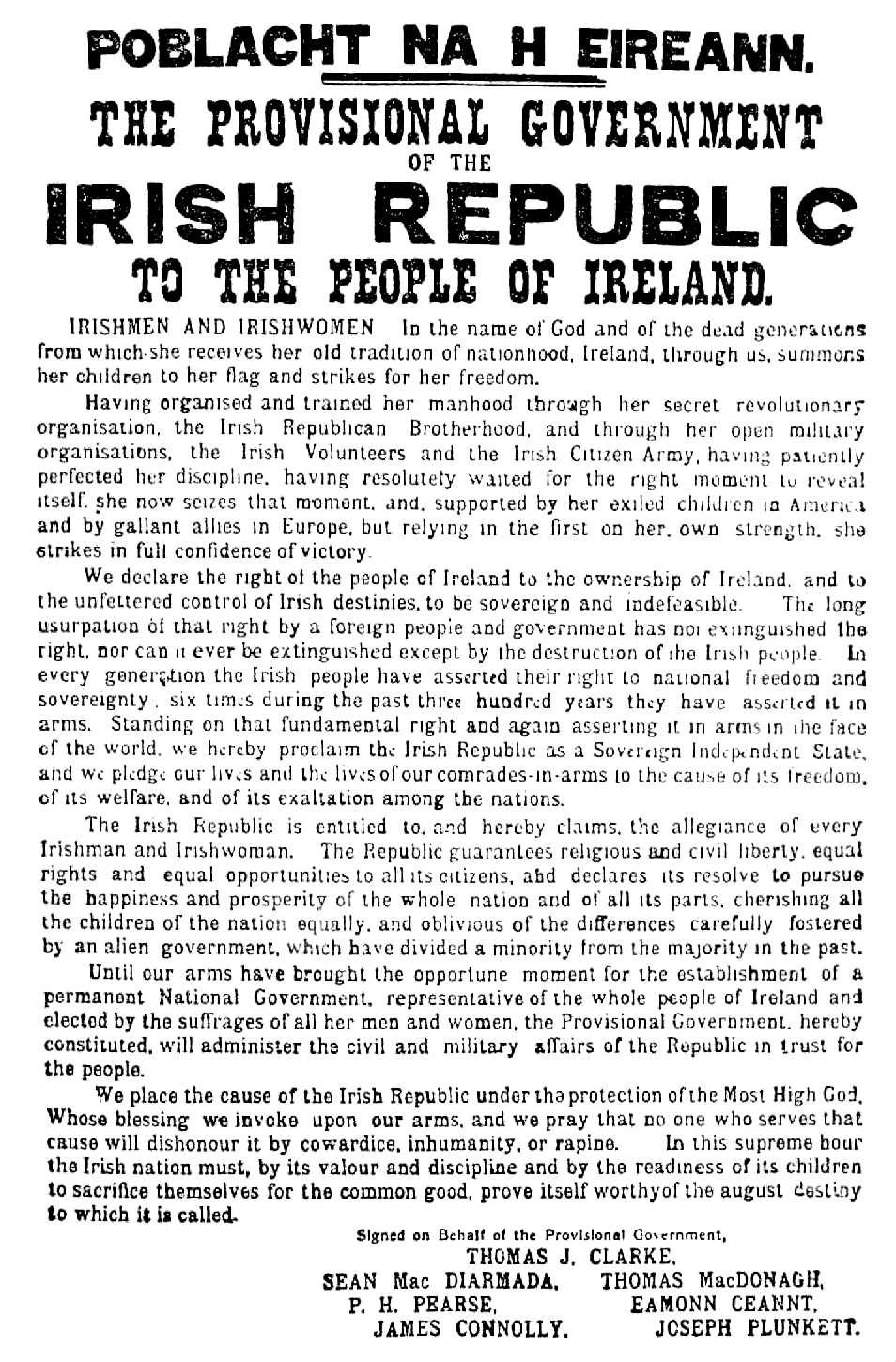
نسخة عن إعلان التأسيس

في عام 1916، أصدر المتمردون الوطنيون المشاركون في ثورة عيد الفصح إعلان الجمهورية. طالبوا بموجب هذا الإعلان، إنشاء دولة مستقلة تسمى «الجمهورية الأيرلندية» وأعلنوا عن عمل قادة التمرد بصفة «الحكومة المؤقتة للجمهورية الأيرلندية» حتى تصبح عملية انتخاب برلمان وطني أمرًا ممكنًا. كانت ثورة عيد الفصح قصيرة الأجل، ومحدودة إلى حد كبير ضمن دبلن، ولم تلقَ سوى القليل من دعم عامة الشعب الأيرلندي في الوقت الذي حدثت فيه.
أعلن قادة «ثورة عيد الفصح» عن إقامة جمهورية. لم تشارك منظمة شين فين التي أنشأها آرثر غريفيث، والتي فضلت إقامة شكل من أشكال الملكية المزدوجة بين أيرلندا وبريطانيا، في الثورة. اجتمع في عام 1917، كل من منظمة شين بين والجمهوريين بقيادة إيمون دي فاليرا لتشكيل حزب شين فين الجديد. توصلوا إلى تسوية في مؤتمر أردفايش عام 1917 (مؤتمر الأحزاب)، إذ اتُّفِق على الاستمرار في سعي الحزب نحو تأسيس جمهورية مستقلة على المدى القصير، لحين توفر إمكانية منح الشعب الأيرلندي الفرصة لاتخاذ قرار بشأن شكل الحكومة الذي يريدونه. اشتُرط في هذا الاتفاق عدم دعوة أي عضو في العائلة المالكة البريطانية للعمل ملكًا في حال اختيار الشعب للملكية.
أصدر مرشحو حزب الشين فين المتطرف -بمن فيهم العديد ممن شاركوا في تمرد 1916- بيانًا في الانتخابات العامة لعام 1918، تضمن البيان: «يهدف الشين فين إلى تأمين إنشاء تلك الجمهورية». وصرح الحزب أنه سيقاطع البرلمان البريطاني ويؤسس من جانب واحد مجلسًا أيرلنديًّا جديدًا في دبلن. فاز مرشحو الشين فين بالأغلبية الساحقة من المقاعد: 73 من 105، 25 منهم بالتزكية. في 21 يناير 1919، اجتمع 27 منهم في منزل القصر في دبلن لتأسيس مجلس أيرلندا (دويل أيرن). سُجّل 35 عضوًا آخرين على أنهم في غلاس أغ غالايبا (محتجزون من قبل العدو الأجنبي) وأربعة آخرون على أنهم آر ديبريت أغ غالايبا (مُرحّلون من قبل العدو الأجنبي). سُجِّل سبعة وثلاثون عضوًا برلمانيًا على أنهم غير حاضرين (آس ليثير)، وكان معظم هؤلاء من المقاطعات الست الشمالية التي ستشكل أيرلندا الشمالية لاحقًا. تبنّى الدويل في هذا الاجتماع إعلان الاستقلال الأيرلندي. بسبب إعلان عيد الفصح لعام 1916، أنشأ الدويل بأثر رجعي الجمهورية الأيرلندية منذ عيد الفصح 1916.
في نفس اليوم الذي صدر فيه إعلان الاستقلال، قُتل عضوان من الشرطة الملكية الأيرلندية (آر آي سي) أثناء مرافقتهما حمولة من الجليجنايت في مقاطعة تيبيراري فيما عُرف باسم كمين سولوهيدبيغ، إذ نفّذ العملية أعضاء من لواء تيبيراري الثالث التابع لجيش المتطوعين الأيرلنديين، بقيادة دان برين وجون تريسي. لم يأمر الدويل بتنفيذ هذا الكمين، ولكن سرعان ما دفعت الأحداث مجلس الدويل إلى الاعتراف بالمتطوعين كجيش للجمهورية الأيرلندية، فأصبحت حادثة سولوهيدبيغ بمثابة افتتاح للحرب الأنغلو أيرلندية غير المعلنة بين المتطوعين وبريطانيا العظمى. يذكر برين في وقت لاحق: «قال لي تريسي إن الطريقة الوحيدة لبدء الحرب هي قتل شخص ما، لذلك عمدنا إلى قتل بعض رجال الشرطة..».
كان قرار إنشاء جمهورية في عام 1919، بدلاً من أي شكل آخر من أشكال الحكومة، قرارًا مهمًاظ لأنه سمح بالتنصل التام من جميع الروابط الدستورية مع بريطانيا العظمى، ومعارضة الحزب لأي تنازلات تهدد الحكم الذاتي البدئي بموجب قانون الحكم الداخلي لعام 1914 أو استمرار العضوية في الإمبراطورية البريطانية. تُركت إحدى العقبات التي تعترض هذا القرار -وهي أن النقابيين في الشمال الشرقي قد أشاروا منذ فترة طويلة إلى عدم مشاركتهم سابقًا في أي شكل من أشكال الجمهورية– بلا حل، إذ بقيت المقاطعات الشمالية الشرقية الست جزءًا من المملكة المتحدة تحت قانون حكومة أيرلندا في 1920، ولاحقًا المعاهدة الأنغلو إيرلندية.